# Honderd dwaasheden
Honderd dwaasheden is een bundel verhalen en reportages van Simon Carmiggelt, verschenen in 1946. Het is een herdruk van zijn eerste bundel Vijftig dwaasheden uit 1940, aangevuld met nieuwe verhalen die eerder verschenen waren in Het Parool, Vrij Nederland en De Groene Amsterdammer en enige gedurende de bezetting illegaal verschenen stukken. Het 'navrant-humoristische' verhaal 'Honger' uit de bundel behoort volgens essayist Paul Rodenko tot Carmiggelts beste verhalen, die nauwelijks voor het werk van Anton Tsjechov onderdoen.

## Ontstaansgeschiedenis
Vanwege de papierschaarste kort na de bevrijding had Het Parool geen ruimte voor amusement. Carmiggelt droeg zowel kleine kronieken als verhalen van wat langere adem bij aan het eveneens in de illegaliteit opgerichte weekblad Vrij Nederland. Ook was hij mederedacteur van de satirische achterpagina van De Groene Amsterdammer, waarvoor hij onder diverse pseudoniemen 'stijlparodieën' schreef. In 1946 werd een selectie uit deze productie, 'afwisselend ingetogen en kolderiek', toegevoegd aan de heruitgave van Vijftig dwaasheden en hertiteld in Honderd dwaasheden.

## Inhoud
De uitgeverij omschreef de inhoud als 'onderhoudende schetsjes, fijn van toon en mild van ironie.' Het boek is onderverdeeld in afdeling met titels als 'Geringe avonturen', 'Bleke mannetjes', 'Het kleine leven', 'De journalistiek', 'Nog meer mensen', 'Beschouwend en verhalend' en 'Dagelijkse dingen'. Omdat enkele verhaaltjes onder één titel bij elkaar staan komt de inhoudsopgave tot 84 verhaaltjes, schetsen en beschouwingen. De lengte varieert van een tot enkele bladzijden. De afdeling 'Vier oorlogsherinneringen' beschrijft de jaloezie en het wantrouwen die de schaarste onder de bezetting teweegbracht en de onzekerheid van een bestaan waarbij men elk moment zomaar door de bezetter staande gehouden en gefouilleerd kon worden. In weerwil van de titel kent deze afdeling twee reportages die al tijdens de Bezetting verschenen in het illegale Parool en dus geen herinneringen zijn: '"Warum denn?"' beschrijft hoe de auteur zelf, met illegale kopij en drukproeven op zak, op straat tot stoppen werd gedwongen en vervolgens geheel naar willekeur en zonder zijn zakken te hoeven legen weer werd vrijgelaten; 'Honger' (later 'Hongerwinter' getiteld) gaat over de situatie in een huis waarvan de bewoners vermoeden dat hun onderduikster over voedsel beschikt dat ze niet met de rest deelt.

## Receptie en drukgeschiedenis
Binnen een maand was de oplage van tienduizend exemplaren uitverkocht, waarvoor Carmiggelt later als reden zag: "In de oorlog dachten we dat er na de oorlog een enorme honger zou zijn naar informatie over die wrede oorlog, maar dat was niet zo. De mensen wilden nu eindelijk wel eens lachen."
De uitgave werd door de Nationale Inspanning Welzijnsverzorging Indië uitgekozen voor opname in het kerstpakket voor aldaar gelegerde soldaten. Het Polygoonjournaal bracht het inpakken der paketten in beeld, waarbij, aldus Reinold Kuipers van de uitgeverij, 'je duidelijk ook het omslag van Honderd dwaasheden zag. Daarna ontstond er een run op het boekje, die de grote doorbraak van Simon Carmiggelt als auteur is geworden.'
Deze gelegenheid stelde de uitgeverij in staat om in advertenties te pronken met hoge aantallen: op 3 maart 1947 kondigde men de vijfde druk aan, die de oplage op bijna vijftigduizend bracht. Volgens een advertentie uit 1948 waren van het boekje in één jaar acht drukken verschenen, in totaal 60.000 exemplaren.
Nadat het boek in tien drukken en 75.000 exemplaren was verspreid, werd het opgenomen in een Omnibus met meerdere werken van de auteur. Daarna verscheen een nieuwe editie met illustraties van Charles Boost en een omslagontwerp van Helmut Salden, met achterop een door Wim van Wieringen getekende karikatuur van de auteur.
Hoewel het boek vrolijk was, zaten er volgens biografen Sylvia Witteman en Thomas van den Bergh onder de verhaaltjes al enkele met de grijze ondertoon die kenmerkend is voor de oudere Carmiggelt.
In 1983 stelde Carmiggelt een bloemlezing samen uit al zijn bundels, Mag 't een ietsje meer zijn? Uit de alleen in Honderd dwaasheden selecteerde hij twee verhalen, 'Hongerwinter' en '"Warum denn"'; drie andere verhalen stonden ook al in Vijftig dwaasheden, namelijk 'Het etentje', 'Reclassering', 'Een van vroeger'.